# Mille piani
(Gilles Deleuze-Félix Guattari, Mille piani, piano 1)
Mille piani (titolo originale in francese Mille plateaux) è un libro nato dalla collaborazione del filosofo francese Gilles Deleuze e dello psicanalista francese Félix Guattari. Secondo di due volumi dal titolo Capitalismo e schizofrenia (Il primo è L'anti-Edipo), è stato pubblicato nel 1980.

## Tematiche

### Visione generale
Il lavoro riflette il rifiuto di Deleuze e Guattari per le organizzazioni gerarchiche (arborescenti), in favore delle strutture di base, le organizzazioni rizomatiche. Il testo è suddiviso non in capitoli, ma in “piani”, che possono essere letti indipendentemente l’uno dall’altro, senza un ordine prestabilito. La riflessione filosofica affronta le discipline più varie, spaziando dalla geologia all’antropologia, dalla psicanalisi alla letteratura, dalla linguistica all’economia, dalla musica alla politica. L’analisi è impostata, ad ogni livello, su una serie di opposizioni concettuali: albero/rizoma, molare/molecolare, spazio striato/liscio, macchina da guerra/apparato di cattura (ossia nomadismo contro Stato), calco/carta, maggiore/minore, segmento/linea di fuga ecc., che rimandano ad opposizioni più generali, uno/molteplice, trascendenza/immanenza, essere/divenire, identità/differenza, dove il secondo termine corrisponde alla prospettiva degli autori, con l’intento di “rivalutare le polarità perdenti della tradizione filosofica”. La visione della natura si rifà a un “materialismo di impronta spinoziana”, privo di gerarchie e di determinismi, in cui c’è una sola materia, che ha due stati o tendenze possibili: 1) il “piano di consistenza”, ossia lo stato caotico e indifferenziato della materia, dove non sono individuabili forme e soggetti, ma solo rapporti di velocità tra elementi informi e affetti intensivi, che costituiscono "ecceità"; 2) il piano di organizzazione e di sviluppo, gli “strati”, ossia le sedimentazioni, le solidificazioni dei flussi. I tre principali strati sono: fisico-chimico, organico e antropomorfico. Rispetto all’uomo, i tre strati fondamentali sono l’organismo, la significanza e la soggettivazione; vengono considerati come limiti che occorre disfare per accedere al “corpo senza organi”, dove circola il desiderio.

### I "piani"
| - Rizoma (introduzione) - 1914: Uno solo o molti lupi? - 10.000 a.C.: La geologia della morale - 20 novembre 1923: Postulati della linguistica - 587 a.C.-70 d.C.: Su alcuni regimi dei segni - 28 novembre 1947: Come farsi un corpo senza organi ? - Anno Zero: Viseità | 1874: Tre novelle, o "che cosa è accaduto?" 1933: Micropolitica e segmentarietà 1730: Divenire-intenso, divenire-animale, divenire-impercettibile... 1837: Del ritornello 1227: Trattato di nomadologia: la macchina da guerra 7000 a.C.: Apparato di cattura 1440: Il liscio e lo striato |

## Edizioni
- Gilles Deleuze e Félix Guattari, Mille piani, Castelvecchi, 1980,  p. 645, ISBN 2-7073-0067-5.
- Gilles Deleuze e Félix Guattari, Mille piani, Orthotes, 2017,  p. 738, ISBN 978-88-9314-082-9.